# Aeropteryx gibba
Aeropteryx gibba là một loài côn trùng trong họ Myrmeleontidae thuộc bộ Neuroptera. Loài này được Riek miêu tả năm 1976.